# Orbită geosincronă

Animație (nu la scară) care prezintă un satelit geosincron care orbitează în jurul Pământului

O orbită geosincronă (uneori abreviată GSO) este o orbită centrată pe Pământ cu o perioadă orbitală egală cu cea a rotației Pământului pe axa sa, adică 23 de ore, 56 de minute și 4 secunde (o zi siderală). Sincronizarea rotației și a perioadei orbitale înseamnă că, pentru un observator de pe suprafața Pământului, un obiect aflat pe o orbită geosincronă revine exact în aceeași poziție pe cer după o perioadă de o zi siderală. Pe parcursul unei zile, poziția obiectului pe cer poate rămâne nemișcată sau poate trasa o traiectorie, de obicei în formă de cifra 8, numită analemă, ale cărei caracteristici precise depind de inclinație și excentricitate. O orbită geosincronă circulară are o altitudine constantă de 35786 km.
Un caz special de orbită geosincronă este orbita geostaționară (adesea prescurtată GEO), care este o orbită geosincronă circulară în planul ecuatorial al Pământului, cu înclinația și excentricitatea egale cu 0 (adică un cerc perfect). Un satelit pe o orbită geostaționară rămâne în aceeași poziție pe cer pentru observatorii de la suprafață.
Sateliților de comunicații li se atribuie adesea orbite geostaționare sau apropiate de cele geostaționare, astfel încât antenele de pe Pământ care comunică cu aceștia să nu fie nevoite să se reajusteze, ci să poată fi îndreptate permanent spre locul fix de pe cer unde apare satelitul.

## Istoric

Orbita geosincronă a fost popularizată de autorul de opere științifico-fantastice Arthur C. Clarke

În 1929, Herman Potočnik a descris atât orbitele geosincrone în general, cât și cazul special al orbitei terestre geostaționare în special, ca fiind orbite utile pentru stațiile spațiale. Prima apariție a unei orbite geosincrone în literatura populară a fost în octombrie 1942, în prima povestire din „Venus Equilateral” de George O. Smith, însă Smith nu a intrat în detalii. Autorul britanic de science-fiction Arthur C. Clarke a popularizat și extins conceptul într-o lucrare din 1945 intitulată „Extra-Terrestrial Relays - Can Rocket Stations Give Worldwide Radio Coverage?”, publicată în revista Wireless World. Clarke a recunoscut legătura la The Complete Venus Equilateral în introducere. Orbita, care Clarke a descris-o pentru prima dată ca fiind utilă pentru sateliții de radiodifuziune și de retransmisie a comunicațiilor, este denumită uneori „orbita Clarke”. În mod similar, colecția de sateliți artificiali de pe această orbită este cunoscută sub numele de „Centura Clarke”.
În terminologia tehnică, orbitele geosincrone sunt adesea denumite geostaționare dacă se află aproximativ deasupra ecuatorului, dar termenii sunt utilizați oarecum interschimbabil. Mai precis, orbita terestră geosincronă (GEO) poate fi un sinonim pentru orbita ecuatorială geosincronă sau orbita terestră geostaționară. or geostationary Earth orbit.

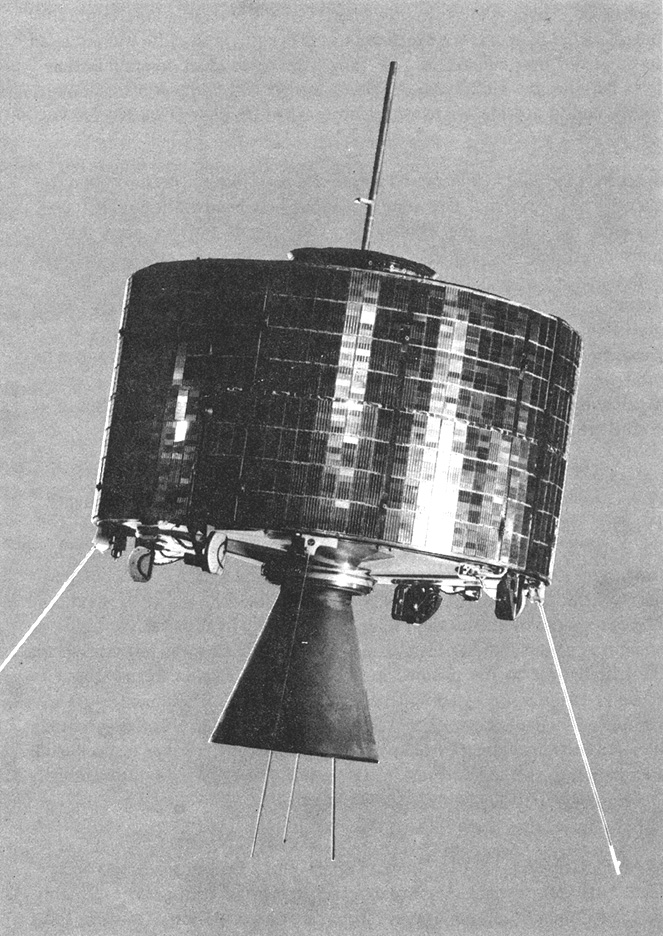
Syncom 2: Primul satelit geosincron funcțional

Primul satelit geosincron a fost proiectat de Harold Rosen în timp ce lucra la Hughes Aircraft Company în 1959. Inspirat de Sputnik 1, acesta dorea să utilizeze un satelit geostaționar (geosincron ecuatorial) pentru a globaliza comunicațiile. Pe atunci, telecomunicațiile între SUA și Europa erau limitate la 136 de convorbiri simultane și se bazau pe radiouri de înaltă frecvență și pe un cablu submarin.
Consensul la acea vreme era că ar fi nevoie de o rachetă mult prea puternică pentru a plasa un satelit pe o orbită geosincronă și că acesta nu ar supraviețui suficient de mult pentru a justifica cheltuiala, iar primele eforturi au fost îndreptate către constelații de sateliți pe orbita joasă sau medie a Pământului. Primii dintre aceștia au fost sateliții balon pasivi Echo în 1960, urmați de Telstar 1 în 1962. Deși proiectele aveau dificultăți legate de puterea semnalului și de urmărire, care puteau fi rezolvate prin intermediul sateliților geosincroni, conceptul a fost considerat impracticabil, drept care Hughes a refuzat adesea să acorde fonduri și sprijin.
Până în 1961, Rosen și echipa sa au produs un prototip cilindric cu un diametru de 76 de centimetri, o înălțime de 38 de centimetri, cântărind 11,3 kilograme; era suficient de ușor și de mic pentru a putea fi plasat pe orbită cu ajutorul rachetelor disponibile pe atunci, era stabilizat în rotație și folosea antene dipolare care produceau o formă de undă în formă de clătită. În august 1961, au fost contractați pentru a începe construcția satelitului. Legătura radio cu Syncom 1 a fost pierdută din cauza unei defecțiuni electronice, dar Syncom 2 a fost plasat cu succes pe o orbită geosincronă în 1963. Deși orbita sa înclinată necesita încă deplasarea antenelor, satelitul era capabil să retransmită transmisiuni TV și i-a permis președintelui american John F. Kennedy să telefoneze de pe o navă premierul nigerian Abubakar Tafawa Balewa la 23 august 1963.
În prezent, există sute de sateliți geosincroni care oferă servicii de teledetecție, navigație și comunicații.
Majoritatea zonelor populate de pe planetă dispun în prezent de facilități de comunicație terestre (microunde, fibră optică, cablu coaxial), care prezintă adesea avantaje în ceea ce privește latența și lățimea de bandă. Deși în 2018, accesul la rețeaua de telefonie acoperă 96% din populația Pământului, în timp ce accesul la internet ajunge la 90%, unele zone rurale și izolate din țările dezvoltate depind încă de comunicațiile prin satelit.

## Clasificare

### Orbită geostaționară

Satelitul geostaționar (verde) rămâne mereu deasupra locului marcat (în maro) de pe ecuator.

O orbită geostaționară ecuatorială (GEO) este o orbită geosincronă circulară în planul ecuatorului al Pământului cu o rază de aproximativ 42 164 km (măsurată de la centrul Pământului).:156 Un satelit aflat pe o astfel de orbită se află la o altitudine de aproximativ 35 786 km deasupra nivelului mediu al mării. Acesta își menține aceeași poziție în raport cu suprafața Pământului. Dacă cineva ar putea vedea un satelit pe orbită geostaționară, acesta ar părea să plutească în același punct pe cer, adică nu ar prezenta mișcare diurnă, în timp ce Soarele, Luna și stelele ar traversa cerul în spatele său. Astfel de orbite sunt utile pentru sateliții de telecomunicații.
O orbită geostaționară perfect stabilă este un ideal care poate fi doar aproximat. În practică, satelitul iese de pe această orbită din cauza unor perturbații precum vântul solar, presiunea radiației solare, variațiile câmpului gravitațional al Pământului și efectul gravitațional al lunii și al Soarelui. Sateliții sunt dotați cu propulsoare pentru a menține orbita dorită într-un proces cunoscut sub numele de orbital station-keeping („menținerea stației”).:156
În cele din urmă, fără utilizarea propulsoarelor, orbita va deveni înclinată, oscilând între 0° și 15° la fiecare 55 de ani. La sfârșitul duratei de viață a satelitului, când combustibilul este aproape epuizat, operatorii de satelit pot decide să renunțe la aceste manevre costisitoare de corectare a înclinației și să controleze doar excentricitatea. Acest lucru prelungește durata de viață a satelitului, deoarece consumă mai puțin combustibil în timp, dar satelitul poate fi utilizat numai de antenele terestre capabile să urmărească mișcarea pe axa nord-sud.:156
Sateliții geostaționari vor tinde, de asemenea, să se deplaseze în jurul uneia dintre cele două longitudini stabile de 75° și 255° fără menținerea stației.:157